# Otto Pick (Schriftsteller)
Otto Pick (* 22. Mai 1887 in Prag; † 25. Oktober 1940 in London) war ein deutsch-böhmischer Schriftsteller und Übersetzer, der auch das Pseudonym Oldřich Novotný benutzte.

## Leben
Otto Pick war der Sohn eines jüdischen Händlers und wuchs zweisprachig mit Deutsch als erster und Tschechisch als zweiter Muttersprache auf. Nach dem Besuch eines Realgymnasiums war er als Bankbeamter tätig. Von 1911 bis 1912 erschien in Prag im Verlag der Johann-Gottfried-Herder-Vereinigung ein Jahrgang lang die Herder-Blätter, deren Herausgeber Willy Haas und Norbert Eisler waren. An den letzten beiden Heften (Nr. 4 u. 5) hat Otto Pick mitgearbeitet. In dieser Zeit gehörte er zum Kreis um Franz Kafka, Max Brod und Franz Werfel. Der Autor Norbert Abels nennt Pick, Werfel und Haas eine Freundesphalanx, weil sie auch bereit waren, im Prager Konzerthaus Rudolfinum Schönbergs Komposition Pierrot Lunaire zu verteidigen. Seit 1912 war Otto Pick auch mit Else Lasker-Schüler befreundet.
Pick wurde Soldat im Ersten Weltkrieg. Nach der Gründung der Tschechoslowakei arbeitete er von 1921 bis 1939 als Feuilleton-Redakteur in der Prager Presse. Als staatlich geförderte Zeitung musste die Prager Presse – in gewissem Maße – auf staatliche Interessen Rücksicht nehmen und diplomatische Abwägungen im Blick behalten. Deshalb war Otto Pick zurückhaltend, wenn ihm nach 1933 aus Deutschland geflüchtete Schriftsteller und Journalisten Beiträge für seine Zeitung anboten. 1933/1934 war er Mitherausgeber der Wochenzeitung Die Welt im Wort. 1939 emigrierte er nach Großbritannien und lebte bis zu seinem Tod in London.
Otto Pick verfasste Erzählungen und Gedichte und gab Anthologien heraus. Seine literarischen Arbeiten veröffentlichte er in Zeitschriften des Expressionismus. Bedeutend ist Picks Wirken als Übersetzer: Er übertrug nicht nur eine Reihe moderner tschechischer Autoren ins Deutsche, sondern auch deutsche Autoren ins Tschechische.

## Schriften
- Freundliches Erleben. Juncker, Berlin-Charlottenburg [1912].
- Die Probe. Saturn (Hermann Meister), Heidelberg 1913.
- Wenn wir uns mitten im Leben meinen. Gedichte. Bücherstube, Prag 1926.
- Das kleine Glück. Prag 1928.
- Spielende Kinder. Prag 1928.
- Villa Bedlam. Prag 1928 (zusammen mit Hilde Maria Kraus).
- Um das deutsche Theater in Prag. Prag 1931.
- Preisungen. Gedichte. Werner, Prag 1937.

## Herausgeberschaft
Giacomo Girolamo Casanova
- Correspondance avec J. F. Opiz. Mitherausgeber František Khol. 2 Bd., Wolff, Leipzig 1913.
- Briefwechsel mit J. F. Opiz. Mitherausgeber František Khol. Harz, Berlin 1922.

N.N.
- Deutsche Erzähler aus der Tschechoslowakei. Heris, Reichenberg 1922.
- Deutsche Lyrik aus der Tschechoslowakei. Prag 1931.

## Übersetzungen ins Deutsche
Otokar Březina
- Hymnen. Wolff, Leipzig 1913.

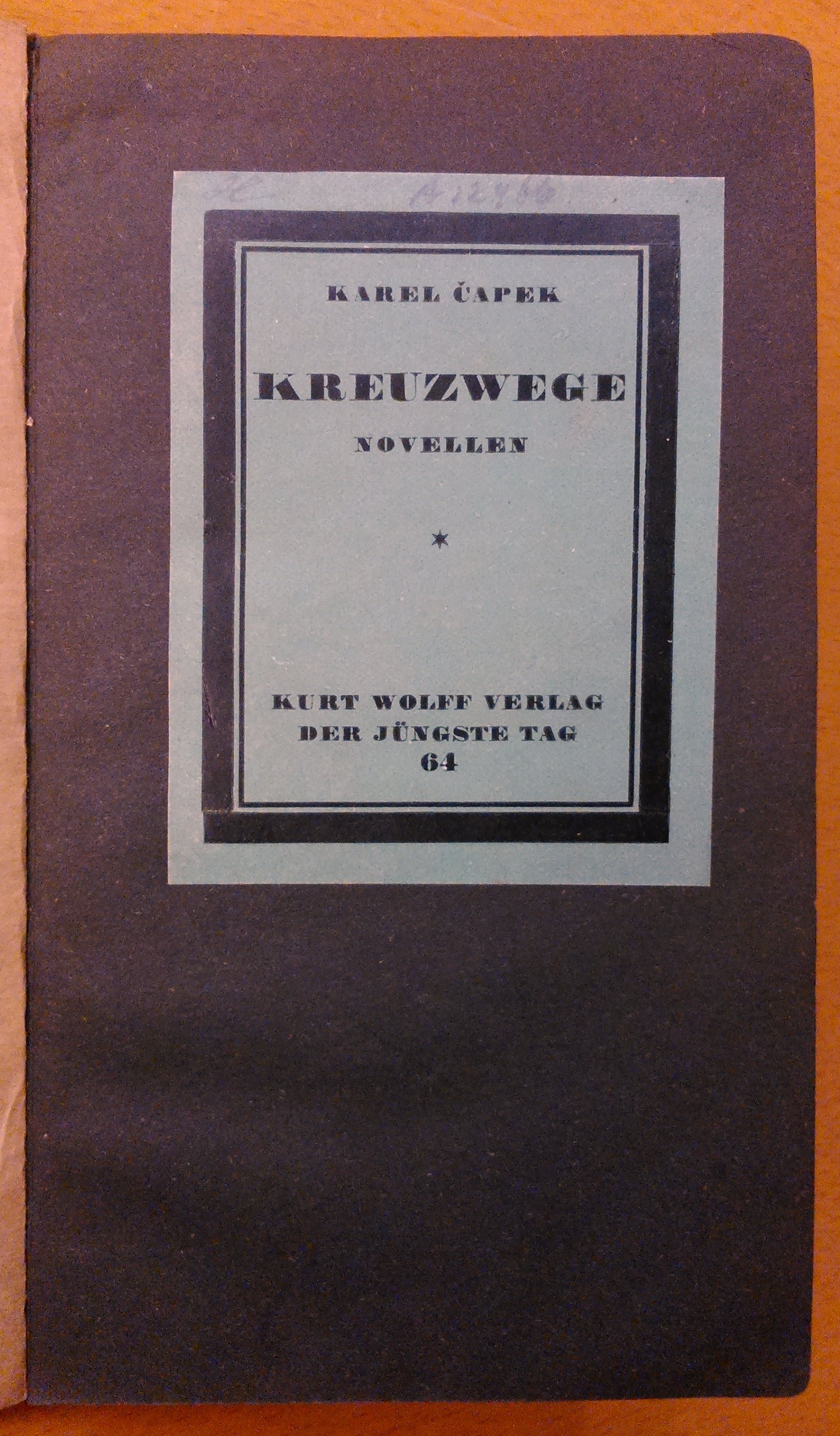
Karel Čapek: Kreuzwege. Kurt Wolff, Leipzig 1919

- Baumeister am Tempel. Wolff, München 1920.
- Pfingstsonntag. Prag 1937

Josef Čapek
- Der Sohn des Bösen. Erzählungen. Die Aktion, Berlin-Wilmersdorf 1918.

Karel Čapek
- Gottesmarter. Berlin 1918
- Kreuzwege. Novellen. Wolff, Leipzig [1919].
- W.U.R. - Werstands Universal Robots. Drama. Prag 1922.
- Wie ein Theaterstück entsteht. Mit Vincy Schwarz. Cassirer, Berlin 1933.
- Hordubal. Cassirer, Berlin 1933.
- Daschenka oder Das Leben eines jungen Hundes. Mit Vincy Schwarz. Cassirer, Berlin [1934].

Josef Gočár
- Tschechische Bestrebungen um ein modernes Interieur. Prag 1915

František Khol
- Bruder Hyacinth. Der Spiegel in der Bar. Prag 1927

František Langer
- Engel unter uns. Prag 1931
- Die Entführung der Eveline Mayer. Heidelberg 1913
- Die goldene Venus. Berlin 1918
- Peripherie. Berlin 1926

Emanuel Lešehrad
- Sonnenwende. Prag 1930

Jan Patrný
- Frauen altern nicht. Prag 1927
- Männer altern nicht. Prag 1927

Josef Svatopluk Machar
- K.u.k Kriminal. Wien [u. a.] 1919

Charles Péguy
- Die Litanei vom schreienden Christus. Wolff, München 1919.

Fráňa Šrámek
- Erwachen. Saturn (Hermann Meister), Heidelberg 1913.
- Flammen. Rowohlt, Leipzig 1913.
- Der silberne Wind. Ed. Strache, Wien [u. a.] 1920
- Sommer. Heris, Reichenberg [u. a.] 1921
- Wanderer in den Frühling. Khol, Prag 1927.

N.N.
- Tschechische Erzähler. Kiepenheuer, Potsdam (1920).
- Die Tschechoslovakische Republik. Prag
  - 1 (1937)
  - 2 (1937)